# ミッドサマー (映画)
『ミッドサマー』（原題: Midsommar）は、2019年のサイコロジカルホラー映画。監督はアリ・アスター、主演はフローレンス・ピュー。

## ストーリー
心理学を専攻する大学生のダニーは、ある冬の日に双極性障害をわずらっていた妹が両親を道連れに一酸化炭素中毒で無理心中して以来、深い心的外傷を負っていた。家族を失ったトラウマに苦しみ続け、恐怖の底に追い詰められているダニーを恋人であるクリスチャンは内心重荷に感じながらも、実は一年以上前から別れを切り出せずにいた。
翌年の夏、ダニーはクリスチャンと一緒にパーティに参加した。席上、彼女はクリスチャンが友人のマーク、ジョシュと一緒に、同じく友人であるスウェーデンからの留学生ペレの故郷であるホルガ村を訪れる予定であることを知った。クリスチャンはペレから「自分の一族の故郷で、今年夏至祭が開催される。夏至祭は90年に1度しか開催されないので、見に来てはどうか」と誘われていたのである。大学で文化人類学を専攻するクリスチャンは、学問的関心もあってホルガ行きを決めたが、スウェーデン行きをダニーに隠していた負い目もあり、話の流れから仕方なくダニーも誘う。
ダニーらはスウェーデンへ渡り、ペレの案内でヘルシングランド地方に位置するコミューンであるホルガを訪れた。一行は、森に囲まれた草原という幻想的な風景と、白い服を着た親切な村人たちに初めは魅了される。一行はペレの兄弟分のイングマールに誘われてロンドンからホルガにやってきたというサイモンとコニーのカップルと合流し、イングマールからマジックマッシュルームを勧められる。キノコによる幻覚の中で、ダニーは妹の幻を見る。村には夜が訪れるが、白夜のため、いつまでも昼のような明るさのままである。翌日から始まる夏至祭はただの祝祭ではなく、ペイガニズムの祭りであった。そうとは知らずに参加したダニーは、不安と恐怖に苛まれていく。
草原のテーブルでの全員そろっての食事など夏至祭の儀式が粛々と進むが、アッテストゥパンの儀式が始まると、よそ者一行の中に緊張が高まる。コミューンの中の年長者の男女2人が高い崖の上に姿を現し、いきなり身を投げるという棄老の儀式が行われた。身を投げた者のうち女性は即死するが、男性は下半身から落ちたせいかまだ生きており、村人たちは男のうめき声をまねながら身をよじって叫び、ハンマーで頭を叩き潰してとどめを刺す。村の長老であるシヴは、ショックを受けたダニーをはじめとするよそ者たちに、「これはホルガの死生観を表現した完全に普通の文化であり、村人は全員72歳になると同じようなことをしなければならないのだ」と説明する。ダニーたちはペレの懇願と、夏至祭の研究で文化人類学の論文を書かなければならないというジョシュの必要性からホルガに残ることにする。軽率なマークは村の神聖な木にそうとは知らずに立小便をしてしまい、村人の間に怒りが沸き起こる。一方、サイモンとコニーは途中でホルガを出ることに決める。荷物をまとめるコニーに、村人はサイモンが列車に乗るために先に村を出てしまったと話すが、混乱したコニーは1人で村を出ていき、その直後、遠方では女性の叫び声が響く。
なにも考えずについてきたクリスチャンだったが、ホルガ村独特の風習を論文のテーマにすることをとっさに思いつく。しかし、長年文化人類学を真剣に学んできたジョシュは、テーマを盗むつもりかと怒り、二人の関係が険悪になる。焦るジョシュは、ルーン文字で書き継がれてきた村人の指針となる聖なる書「ルビ・ラダー」（Rubi Radr）の紙面を写真に撮りたいと村の長老に頼んでみるが、写真はだめだと頑として断られる。しかしルビ・ラダーを代々書く者はルベンと呼ばれ、意図的な近親婚によって障害を持って生まれた者であること、近親婚を避けるためにときどき外部の者の血を入れることがこのとき明かされる。
夕食時、マークは村の女性に誘われてどこかへ消える。一方、クリスチャンの食事の中には女性の陰毛が混ぜられていた。誰かが彼と結ばれることを願って、陰毛と経血を混ぜるまじないをしたのだ。その夜、ジョシュは聖域に忍び込んでルビ・ラダーを盗撮するが、マークから剥ぎ取られた顔の皮をかぶり人間の下半身の革（ナブローク）をはいていた男にハンマーで殴打され、どこかに引きずり出されてゆく。
翌日、ダニーは幻覚作用のあるハーブティーを村人から勧められる。彼女は村の女性総出のメイポール・ダンスの大会に参加させられ、全員で手をつないでメイポールの周りを何周も何周もする。最後までダンスを続け立つことができたダニーが優勝し、メイクイーンとして花の冠をかぶせられ、村を行進する。一方クリスチャンは精力剤を飲み、村の建物内で性的な儀式に参加する。彼は服を脱がされ、全裸の女性たちに取り巻かれながら、彼の子種を孕むことを望む村の女性に従事する。女性たちの囃子声を聞いて建物に近寄ったダニーは儀式を見てパニック発作を起こし、ついてきた女性たちもダニーをまねて一緒に泣き叫ぶ。儀式後、クリスチャンは全裸で飛び出して村をさまよう。やがて、地面に埋められたジョシュの脚、背中から取り出された肺を翼に見立てて吊るされるという「血のワシ」と呼ばれる処刑をされたサイモンの姿を発見するが、再び気を失う。
メイクイーンとなったダニーは集まった村人たちから、コミューンから悪を追い払うために9人の生け贄が必要だと説明される。ペレとイングマールに誘われたよそ者であるジョシュ、マーク、コニー、サイモンの4人。すでに生け贄となりかかしのような姿になった2人の村人と、自ら生け贄に志願してこれから死ぬイングマールとウルフの2人。ダニーはあと1人の生け贄を、よそ者のクリスチャンにするか、それとも抽選で選ばれた村人のトービヨンにするか、選択を迫られる。彼女は恋人のクリスチャンを生け贄に選択する。半ば意識を取り戻したクリスチャンは、自分が腹を裂かれた熊の体に全身をくるまれ、イングマールとウルフとともに黄色い三角屋根の神殿の中にいることを知る。やがて神殿に火が放たれる。体に火が付いたウルフの絶叫を、外にいる村人たちも模倣して叫ぶ。ダニーははじめこそ恐怖で泣いていたが、神殿が焼け落ちてゆくにしたがい、徐々に笑顔になっていく。

### ラストシーンの意味
本作のラストシーンについては様々な解釈がなされているが、アスター監督は「ダニーは狂気に堕ちた者だけが味わえる喜びに屈した。ダニーは自己を完全に失い、ついに自由を得た。それは恐ろしいことでもあり、美しいことでもある」と脚本に書き付けている。

## キャスト
登場人物のうち、ホルガの住人たちは主にスウェーデン人俳優が演じており、そのうちの何人かにはスウェーデン語を話す場面がある。また、ダニーの家族などの脇役数名はハンガリー人が演じている。
ダニー・アーダー
演 - フローレンス・ピュー、日本語吹替 - 井上麻里奈
アメリカの大学で心理学を学ぶ女子学生。パニック障害を抱えており、自分自身の不安や焦燥感を共有してくれる友人が少ないことに苦悩する。
クリスチャン・ヒューズ
演 - ジャック・レイナー、日本語吹替 - 前野智昭
ダニーと同じ大学に通う大学生。院試を控えているが、論文作成の題材が決まっていない。ダニーが家族を亡くす半年以上前から彼女と別れたがっていたが、切り出せずにいる。
ジョシュ
演 - ウィリアム・ジャクソン・ハーパー、日本語吹替 - 濱野大輝
ダニーと同じ大学に通うクリスチャンの友人。今回のスウェーデン旅行のほか、文化人類学でドイツや英国を巡る予定。
マーク
演 - ウィル・ポールター、日本語吹替 - 沢城千春
ダニーと同じ大学に通うクリスチャンの友人。学問的な事よりセックスとドラッグの事にしか頭になく、仲間の中でも特に軽薄な行動が多い。
ペレ
演 - ヴィルヘルム・ブロムグレン、日本語吹替 - 落合福嗣
ダニーたちの大学に留学しているホルガ出身の青年。仲間たちをホルガの夏至祭に誘う。
サイモン
演 - アーチー・マデクウィ、日本語吹替 - 三瓶雄樹
イギリスの農園で知り合ったイングマールの招待をうけホルガを訪れる青年。コニーと婚約している。
コニー
演 - エローラ・トルキア、日本語吹替 - 丸山ナオミ
サイモンの婚約者。イギリスの農園で知り合ったイングマールの招待をうけホルガを訪れる。
ダン
演 - ビョルン・アンドレセン
ホルガの村人の老齢男性。夏至祭の初日にアッテストゥパンの儀式に登場する。
エバート
演 - マキシミリアン・スラッシュ・マートン
ホルガの村人の若い男性。夏至祭の初日にアッテストゥパンの儀式に登場する。

## 製作

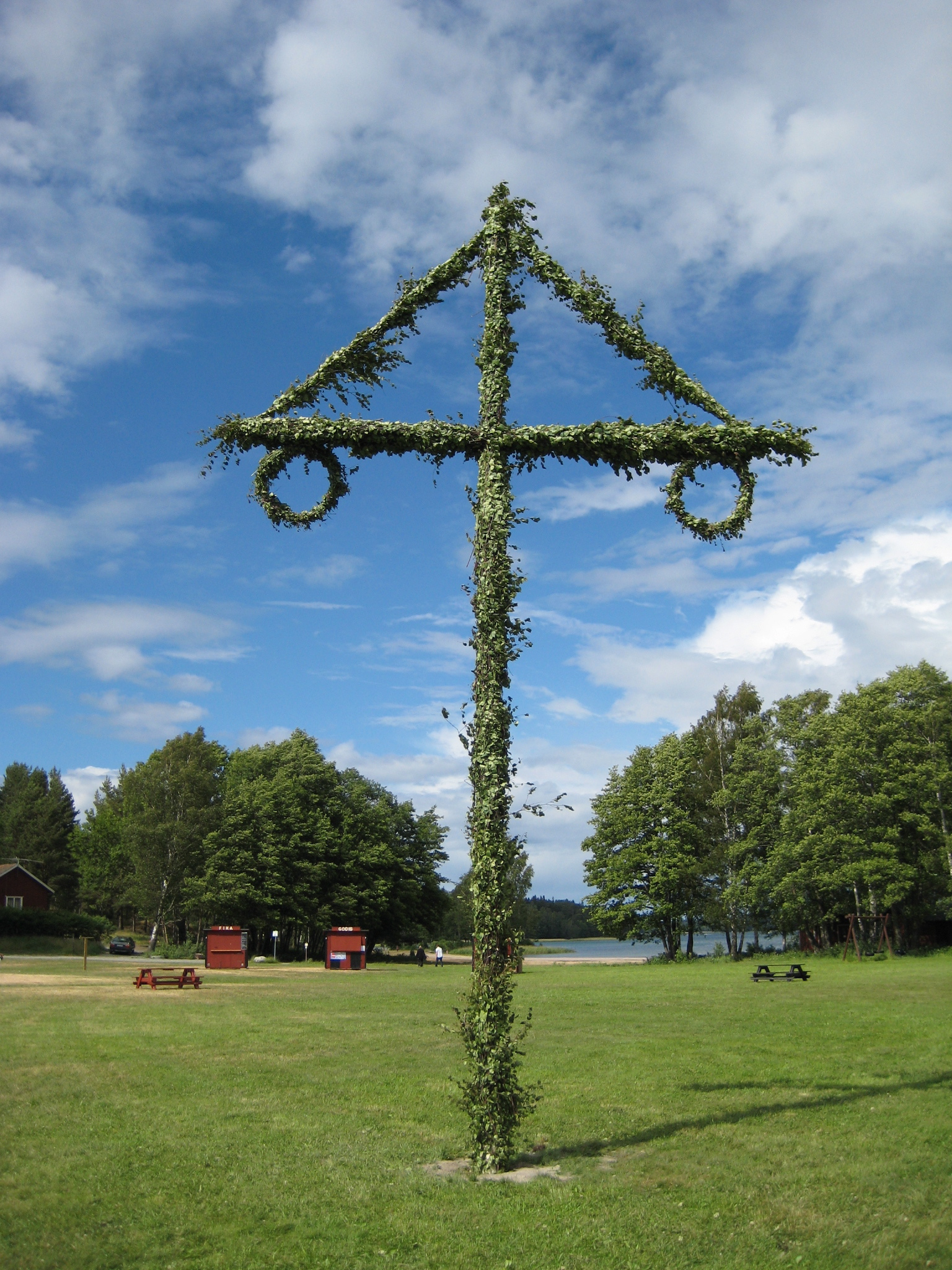
スウェーデンの夏至祭のメイポール

2018年5月8日、A24がアリ・アスター監督の新作映画の製作を開始しており、全米配給をも手掛ける予定だと報じられた。製作サイドから「スウェーデンを舞台にしたホラー映画の監督を務めて欲しい」とのオファーを受け取ったとき、アスターは「ストーリーを思いつけそうにない」という理由で断ろうとした。しかし、何とかアイデアを閃くに至ったため、そのオファーを受けることにしたのだという。7月30日、フローレンス・ピュー、ジャック・レイナー、ウィル・ポールター、ウィリアム・ジャクソン・ハーパー、ヴィルヘルム・ブロムグレンらがキャスト入りした。
なお、本作の主要撮影はハンガリーのブダペストで行われた。

## 公開・マーケティング
2019年3月5日、本作のティーザー・トレイラーが公開された。5月14日、本作のオフィシャル・トレイラーが公開された。6月18日、本作はニューヨークのアラモ・ドラフトハウス・シネマでプレミア上映された。
当初、本作はアメリカ映画協会からNC-17指定（17歳以下は鑑賞禁止）を受けたが、6週間にも及ぶ再編集の末に、R指定（17歳未満の観賞は保護者の同伴が必要）へと引き下げられることになった。なお、アスター監督は現行版より30分以上長いエクステンデッド版を世に出すつもりだと述べており、元々、本作のファースト・カットは3時間45分にも及ぶ長大なものであった。2019年8月17日、本作のディレクターズ・カット版（上映時間171分）が初めて上映された。
日本では2020年2月21日からR15+指定で上映されたのち、ディレクターズ・カット版が同年3月13日からR18+指定で上映された。

## 興行収入
本作は『スパイダーマン:ファー・フロム・ホーム』と同じ週に封切られ、公開初週末に700万ドル前後を稼ぎ出すと予想されていたが、その予想は的中した。2019年7月3日、本作は全米2707館で公開され、公開初週末に656万ドルを稼ぎ出し、週末興行収入ランキング初登場6位となった。

## 評価
本作は批評家から絶賛されている。映画批評集積サイトのRotten Tomatoesには71件のレビューがあり、批評家支持率は89%、平均点は10点満点で7.93点となっている。サイト側による批評家の見解の要約は「野心的で、見事に作り込まれており、観客の心を大いに揺さぶってくる。『ミッドサマー』によって、アリ・アスター監督はホラー映画の巨匠と見なされるべき人物であるとまたしても証明された。」となっている。また、Metacriticには54件のレビューがあり、加重平均値は72/100となっている。なお、本作のCinemaScoreはC+となっている。